# Bundesverband der Konzert- und Veranstaltungswirtschaft
Der Bundesverband der Konzert- und Veranstaltungswirtschaft e.V. (kurz: BDKV) ist der Branchenverband aller Sparten und Genres der deutschen Konzert- und Veranstaltungswirtschaft und vertritt die Interessen von Konzert-, Tournee- und Festivalveranstaltungsunternehmen, Künstleragenturen, Venues und Gastspieldirektionen gegenüber der Öffentlichkeit und der Politik. Mit seinen über 450 Mitgliedern repräsentiert der Verband nach Eigenangaben einen großen Teil der nationalen Kultur- und Kreativwirtschaft. Die Konzert- und Veranstaltungsbranche erwirtschaftet bei 300.000 Veranstaltungen und mit mehr als 115 Millionen verkauften Tickets einen jährlichen Gesamtumsatz von über sechs Milliarden Euro.
Der BDKV hat seinen Sitz in Hamburg.

## Geschichte
Der Bundesverband der Konzert- und Veranstaltungswirtschaft e.V. (BDKV) wurde 2018 mit Wirkung zum 1. Januar 2019 als Berufsverband aller Sparten und Genres des deutschen Konzert- und Veranstaltungsgewerbes sowie der Dienstleistungsberufe im Bereich der Künstlerbetreuung gegründet.
Er entstand aus der Fusion des seit 1985 bestehenden Bundesverband der Veranstaltungswirtschaft (bdv) und des 1946 gegründeten Verband der Deutschen Konzertdirektionen (VDKD). Seit der Fusion vertritt der Verband den Großteil der privaten Unternehmen des Veranstaltungsmarktes aus allen Bereichen der Klassik und der Rock- und Popmusik. Der Vorgänger des bdv ist der 1985 von Jens Michow gegründete Interessenverband deutscher Künstlervermittler (IDKV).

## Aufgaben
Der BDKV hat sich die Optimierung der ökonomischen, politischen und gesetzlichen Rahmenbedingungen der Konzert- und Veranstaltungswirtschaft zum Ziel gesetzt. Zu den Aufgaben des Verbands zählt die Förderung der berufsständischen Interessen seiner Mitglieder sowie deren Wahrnehmung gegenüber Dritten.

### Optimierung der Rahmenbedingungen
Der BDKV ist registriert in den Lobbyregistern des Deutschen Bundestages (Registernummer R000656) und der EU und arbeitet neben anderen Branchenvertreter in den Allianzen Forum Musikwirtschaft, Forum Veranstaltungswirtschaft, Koalition Kultur- und Kreativwirtschaft in Deutschland (k3d) und in der IGVW (Interessengemeinschaft Veranstaltungswirtschaft e. V.). Zudem vertritt der Verband die Interessen der Branche in verschiedenen Beiräten und Gremien wie im Beirat der Künstlersozialkasse, als Tarifvertragspartner der GEMA, sowie im Fachausschuss Urheberrecht des Deutschen Kulturrats und als Mitglied im Deutschen Musikrat.

### Rechtshilfe
Der BDKV bietet seinen Mitgliedern Rechtsberatung zu fachspezifischen Themen der Veranstaltungsbranche. Für diese Aufgabe stehen den Mitgliedern die Verbandsjustiziare Johannes Ulbricht und Götz Schneider-Rothhaar zur Verfügung. Zudem bietet der BDKV seinen Mitglieder BDKV-Standardverträge für Konzert, Gastspiel, Künstler, Agenturen, Management- und Mitarbeiterverträge an. Seit April 2024 hat der Verband eine externe Meldestelle nach dem Hinweisgeberschutzgesetz (HinSchG) für seine Mitgliedsunternehmen eingerichtet.

### Öffentlichkeitsarbeit
Der BDKV sieht sich als Ansprechpartner für Presse und Medien zu Fragen um das Live Entertainment und liefert statistisches Material zum Veranstaltungsmarkt. Dazu gehört auch, dass der BDKV seit 2015 gemeinsam mit anderen führenden Branchenverbänden und Partnern die Musikwirtschaftsstudie durchführt, sowie in Zusammenarbeit mit der Gesellschaft für Konsumforschung (GfK) weitere Marktstudien erstellt.

### Aus- und Fortbildung
Der Verband setzt sich für die Aus- und Weiterbildung seiner Mitglieder ein. Als Partner des Hamburg Music e.V. veranstaltet der BDKV seit 2017 die Live Entertainment Summer School und führt seit 2022 das Netzwerkformat für den Branchennachwuchs Future Talents Day durch.
Zudem war der Vorgängerverband bdv Initiator des neugeordneten Ausbildungsberufs des Veranstaltungskaufmanns / der Veranstaltungskauffrau und hat die Initiative „besser bilden!“ ins Leben gerufen, welche vom BDKV fortgeführt wird.
Seit 2009 bildet der Verband selbst Veranstaltungskaufleute aus.

### Vernetzung
Neben dem Engagement in Foren, Beiräten und Gremien hat der BDKV Kompetenzpartnerschaften und engagiert sich unter anderem für einen fairen Ticketzweitmarkt, auch auf EU-Ebene (FEAT), für Diversität und Gleichberechtigung (Keychange, Themis Vertrauensstelle gegen sexuelle Gewalt und dem Beitritt zum Bündnis „Gemeinsam gegen Sexismus“), Mental Health (REDEZEIT FÜR DICH), Awareness (act aware e.V.) und ökologische Nachhaltigkeit (The Changency). Auf europäischer Ebene ist er regelmäßiger Partner der ILMC.

### Geldwerte Leistungen für Mitglieder
Der Verband bietet seinen Mitgliedern in branchenrelevanten Bereichen Rabatte (z. B. Hotels, Energieversorgung, Autovermietung, Personalvermittlung, Plakatwerbung) sowie einen Gesamtvertragsrabatt von 20 % auf GEMA-Tarife.

### Sonstige Tätigkeiten
Als Alleingesellschafter der Gesellschaft zur Wahrnehmung von Veranstaltungsrechten (GWVR) nimmt der BDKV das Leistungsschutzrecht von Veranstaltenden gemäß § 81 UrhG wahr. Zudem war der Verband von 2006 bis 2022 Veranstalter des Live Entertainment Awards (LEA).

## Strukturen
Das zentrale Organ des Verbandes ist die Mitgliederversammlung, in der satzungsgemäße Beschlüsse getroffen werden. Der Verband finanziert sich über Mitgliedsbeiträge, die sich am Umsatz des jeweiligen Unternehmens orientieren.

### Vorstand
Der Vorstand wird per Votum auf der Mitgliederversammlung für drei Jahre gewählt. Dem Vorstand gehören neben der Präsidentin und ihrem Stellvertreter fünf Personen an, die mit ihrer Berufstätigkeit die unterschiedlichen Bereiche der Branche (Veranstalter / Konzertagentur / Künstlermanager / Marketing-Eventagentur) repräsentieren:
- Daniel Domdey (d2mberlin, Die Wühlmäuse)
- Christian Gerlach (Neuland Concerts GmbH)
- Verena Krämer (Wahn.Witzig, kulturkraemer)
- Michaela Russ (SKS Erwin Russ GmbH)
- Stephan Thanscheidt (FKP Scorpio Konzertproduktionen GmbH)

### Geschäftsstelle
Die Geschäftsstelle des BDKV e.V. hat ihren Sitz in Hamburg. Der Verband widmet sich in einzelnen Arbeitsgruppen verschiedenen Themen der Branche und informiert seine Mitglieder ressort-übergreifend durch Kommunikationsmaßnahmen, wozu auch ein wöchentlicher Newsletter zählt.

## Wirkung
Aufgrund seiner Expertise unterstützt der BDKV die Gesetzgeber, ist das Sprachrohr der Branche in der Öffentlichkeit und vertritt ihre Interessen gegenüber der Politik. Seites der Presse wird der Bundesverband regelmäßig befragt, wie beispielsweise zur Entwicklung der Ticketpreise nach Corona, der Situation des Branchennachwuchses oder der ökonomischen Situation der Branche allgemein. Beim Thema Awareness auf Veranstaltungen arbeiten Unternehmen der Konzertbranche im engen Austausch mit dem BDKV zusammen.
Während der Corona-Pandemie sicherte der Verband das wirtschaftliche Überleben der Branche, indem er Hilfsprogramme eingefordert und gemeinsam mit der Politik gestaltet hat. Außerdem informierte der BDKV die Branche über relevante Neuerungen und setzte sich für die Interessen der Branche in Bezug auf Konzertabsagen, Maskenpflicht und Ticketerstattungen ein.
Der BDKV ergreift auch Maßnahmen gegen den kriminellen Ticketschwarzmarkt, um Fans, Künstler und Unternehmen zu schützen. Neben Prävention und Kampagnen zur Aufklärung gegenüber den Fans erwirkte der Verband mit der „BDKV-Weiterverkaufsverbots-Klausel“ auch ein Gerichtsurteil gegen die Plattform Ticketbande, die Tickets überteuert im Zweitmarkt vertrieb.
Eine Innovation des Verbandes ist der 2024 ins Leben gerufene Titelschutzanzeiger, der es Veranstaltenden erlaubt, ihre Veranstaltungstitel rechtlich zu schützen.
Eine weitere Neuerung ist die Meldestelle nach Hinweisgeberschutzgesetz, wodurch der Verband als Reaktion auf die Whistleblower-Richtlinie der EU eine Infrastruktur schafft, um Missstände zu melden und Transparenz und Vertrauen in der Branche zu stärken.
Auch in Fragen zur Vergütung von Beschäftigten in der Konzert- und Veranstaltungswirtschaft ist der BDKV Berater und Ansprechpartner: Jährlich übermittelt der Verband der Handelskammer seine Vergütungsempfehlungen für die Ausbildung zum Berufsbild der Veranstaltungskaufleute. Zudem setzt sich der Verband für eine faire und angemessene Vergütung von Musikschaffenden ein und legte hierfür eine Empfehlung zu Honorar-Untergrenzen vor.